# Misa Rodríguez
María Isabel „Misa“ Rodríguez Rivero (* 22. Juli 1999 in Las Palmas de Gran Canaria) ist eine spanische Fußballtorhüterin.

## Karriere

### Verein
Misa Rodríguez, die im Kindesalter ursprünglich Rhythmische Sportgymnastik betrieb, begann ihre Fußballlaufbahn in der Jugend von CD Yoñé La Garita in ihrer damaligen Heimatstadt Telde, wo sie im Sturm spielte. Im Jahr 2013 ging sie zu CD Femarguín, einem Frauenfußballverein aus Arguineguín, und wechselte auf die Torhüterposition. Mit CD Femarguín debütierte sie schließlich in der Saison 2016/17 im Erwachsenenbereich in der Segunda División, der zweiten Spielklasse im spanischen Frauenfußball.
Ihre guten Leistungen machten den spanischen Spitzenklub Atlético Madrid auf Misa Rodríguez aufmerksam und so verpflichteten die „Rojiblancos“ im Februar 2017 die junge Kanarin. Bei den Hauptstädtern spielte sie zu Beginn meist mit der B-Mannschaft in der zweiten Spielklasse, während sie im A-Kader vornehmlich als Ersatztorhüterin diente. Ihr Debüt in der ersten Mannschaft feierte Misa Rodríguez am 25. November 2018 im Zuge der Copa de la Reina bei einem 4:2-Sieg gegen den FC Málaga. Ihr erstes Ligaspiel bestritt sie am 23. Februar 2019, als sie bei einem 6:1-Sieg gegen Fundación Albacete in der 46. Minute für Lola Gallardo eingewechselt wurde. Da sie sich jedoch während ihrer Zeit bei Atlético Madrid nicht gegen die Stammtorhüterin Lola Gallardo durchsetzen konnte, wechselte Misa Rodríguez im Sommer 2019 zum Neuaufsteiger in die Primera División Deportivo La Coruña. Hier erging es ihr wesentlich besser, sie teilte sich die Position im Tor zwar mit Esther Sullastres, brachte es jedoch letztendlich auf 12 Einsätze bei insgesamt 21 ausgetragenen Spielen in der Saison 2019/20. Ihre Mannschaft überraschte bei ihrem ersten Auftritt in der höchsten spanischen Liga mit einem vierten Platz in der wegen der COVID-19-Pandemie verkürzten Saison.
Im Sommer 2020 wechselte Misa Rodríguez zur neugegründeten Frauenmannschaft von Real Madrid.

### Nationalmannschaft
Misa Rodríguez feierte am 17. September 2016 im Zuge der Qualifikation für die U-19-Europameisterschaft in einem Spiel gegen Aserbaidschan ihr Debüt in der U-19 Nationalmannschaft. Neben zwei Einsätzen in der Qualifikation, bestritt sie auch das Endrunden-Gruppenspiel gegen Schottland, welches die Ibererinnen mit 1:0 für sich entschieden. Ihre Mannschaft holte durch einen 3:2-Finalsieg gegen Frankreich den Europameistertitel. Ein Jahr später stand sie bei Endrunde der U-20-WM im Aufgebot der Spanierinnen. Ihr Team erreichte das Finale, wo es mit 1:3 an Japan scheiterten, Misa Rodríguez brachte es im Laufe des Turniers jedoch zu keinem Einsatz. In der Qualifikation zur U-19-Europameisterschaft 2019 bestritt sie drei Spiele, eines in der 1. Runde und zwei weitere in der Eliterunde, für den Endrundenkader der letztlich den Titel erfolgreich verteidigen konnte, wurde sie jedoch nicht nominiert.
Ihre erste Einberufung in die A-Nationalmannschaft erhielt Misa Rodríguez für das Qualifikationsspiel zur EM 2022 gegen Moldau am 19. September 2020, kam jedoch letztlich nicht zum Einsatz. Nach mehreren Spielen auf der Bank feierte sie am 18. Februar 2021, ebenfalls in der EM-Qualifikation, gegen Aserbaidschan ihr Debüt im Nationalteam.

## Erfolge
Atlético Madrid
- Spanische Meisterschaft (3): 2016/17 (ohne Einsatz), 2017/18 (ohne Einsatz), 2018/19

Spanische Nationalmannschaft
- Weltmeisterin: 2023
- U-20-Weltmeisterschaft 2018: Silber (ohne Einsatz)
- U-19-Europameisterschaft 2017: Gold

Ehrungen
- Zamora-Trophäe (2): 2020/21, 2022/23